# Няводи
Няводи (рос. Няводы) — селище в Виноградовському районі Архангельської області Російської Федерації.
Населення становить 0 осіб. Органом місцевого самоврядування до 2021 року було Рочегодське муніципальне утворення.

## Історія
Від 1937 року належить до Архангельської області.
Від 2004 року належить до муніципального утворення Рочегодське муніципальне утворення.

## Населення
| 2000 | 2002 | 2006 | 2009 | 2010 | 2012 |
| ---- | ---- | ---- | ---- | ---- | ---- |
| 51   | ↘37  | ↘28  | ↘12  | ↘0   | →0   |